# Косоуров, Алексей Александрович
Алексей Александрович Косоуров (род. 29 июля 1979, Пенза) — российский хоккеист, нападающий. Мастер спорта России.

## Биография
Отец Александр Косоуров в 1970-х — 1980-х годах играл за команду первой лиги «Дизелист» Пенза.
Алексей Косоуров воспитанник пензенского хоккея. Начинал играть в команде открытого чемпионата России «Крылья Советов-2» (1995/96). Со следующего сезона — игрок «Дизеля-2», провёл один матч ха «Дизелист» в РХЛ. С сезона 1999/2000 — в «Молоте-Прикамье». Играл за «Химик» Воскресенск (2002/03) и «Нефтяник» Альметьевск (2002/03 — 2004/05). Сезон 2005/06 начал в «Молоте-Прикамье», затем перешёл в «Ак Барс», в составе которого стал чемпионом России.
Выступал за ЦСКА (2006/07 — 2007/08), «Торпедо» Нижний Новгород (2007/08 — 2009/10), «Металлург» Новокузнецк (2010/11 — 2011/12, 2013/14 — 2014/15), «Амур» (2012), «Сарыарку» (Казахстан, 2013), «Дизель» (2015/16, капитан), «Дебрецен» (Венгрия, 2016/17).
Главный тренер молодёжных команд «Дебрецен» (2019/20 — 2021/22), ДЕАК (2022/23).